# Leonid Sloutski (homme politique)
Pour les articles homonymes, voir Leonid Sloutski et Sloutski.
Leonid Edouardovitch Sloutski (en russe : Леонид Эдуардович Слуцкий), né le 4 janvier 1968 à Moscou (URSS), est un homme politique russe, député à la Douma sans interruption depuis 1999 au sein du Parti libéral-démocrate de Russie.

## Biographie
En 1990-1991, il commence sa carrière, comme fonctionnaire au præsidium du Soviet suprême de la RSFS de Russie et en 1992-1993, il est conseiller du maire de Moscou Iouri Loujkov. Il dirige en 1994 le secrétariat de la Douma d'État. De 1994 à 1997, il est président du conseil de direction de la banque Prominvestbank. En 1997-1999, il est vice-président du directoire de l'Unicombank. Il reçoit en 1996 un diplôme de management de l'institut de statistiques de Moscou.
La carrière politique de Sloutski commence en 1999 lorsqu'il est élu député du bloc Jirinovski. Il travaille à la commission des Affaires étrangères. Il est réélu en 2003 au sein du LDPR et s'occupe toujours de questions étrangères.
Il se présente aux élections de 2007  pour l'oblast de Iaroslavl son slogan est « Mille ans de Iaroslavl — Mille actions pour le LDPR ». Il est réélu à la Douma.
Il est chef adjoint de la délégation permanente de l'Assemblée fédérale de Russie auprès de l'Assemblée parlementaire du Conseil de l'Europe. Il est coordinateur du groupe des députés russes en lien avec le parlement français. Il est à la tête de la commission de la Douma pour les affaires concernant la CEI, pour l'intégration eurasiatique et pour les relations avec les Russes de l'étranger.
Il fait partie des personnalités politiques russes que l'administration de Barack Obama a interdit de visa et dont elle a gelé les éventuels avoirs aux États-Unis, en représailles à l'annexion de la Crimée par la fédération de Russie (annexion non reconnue par l'ONU). Il est sanctionné de même que la présidente de la Chambre haute de Russie Valentina Matvienko, que Vladislav Sourkov, Sergueï Glaziev (en) (conseiller de Vladimir Poutine), le vice-Premier ministre Dmitri Rogozine, et d'autres personnalités. Cette mesure punitive ne l'étonne pas : « ces mesures menées par les États-Unis contre des personnalités politiques à cause de la question de la Crimée ne m'atteignent nullement. Je n'ai pas de biens, ni immobiliers ou autres aux États-Unis. En ce qui concerne des voyages privés, je m'en passerai. » Il ajoute que ses sanctions sont effectuées afin de donner le choix entre « renoncer à son poste, ou rester ferme sur ses positions de principe. » Elles ne peuvent donc que renforcer cette deuxième option.
Quelques jours plus tard l'Union européenne le frappe des mêmes sanctions.
Sloutski est accusé de harcèlement sexuel et d'avoir fait des commentaires sexistes par plusieurs femmes, notamment des journalistes. L'une des femmes en question, la journaliste de la BBC Farida Rustamova (ru), détient un enregistrement incriminant datant de mars 2017. Dans cet enregistrement, on peut entendre Sloutski faire plusieurs commentaires déplacés et insistants, tandis que, selon Rustamova, il lui touchait le sexe contre son gré.
Le 8 mars 2018, la Fondation anti-corruption de l'opposant politique Alexeï Navalny publie un rapport accusant Leonid Sloutski de corruption et demande une enquête de la Douma d'Etat,. Le rapport avance notamment que Sloutski possède plusieurs voitures de luxe, dont une Bentley Continental Flying Spur d'une valeur de 13 millions de roubles (228 000 US $) enregistrée au nom de sa femme. Toujours selon le rapport, le salaire annuel de Sloutski s'élève à 2 millions de roubles (35 000 US $) et celui de sa femme à 84 000 roubles (1 500 US $). Sloutski aurait aussi commis 825 infractions routières entre juin et mars 2017, pour une amende totale de 1,4 million de roubles (24 500 US $). Les chercheurs de la Fondation anti-corruption accusent enfin Sloutski de posséder un hectare non-déclaré de terre dans la prestigieuse banlieue moscovite de la Roublyovka.
Selon Complément d'enquête, il fait le lien entre des élus français et la Russie dans des opérations d'influence.
En décembre 2023, Sloutski est nommé candidat du LDPR pour l'élection présidentielle de 2024. Sa candidature est validée le 5 janvier 2024 par la Commission électorale russe. Il dit ne pas souhaiter tenter de gagner contre le président sortant Vladimir Poutine, déclarant à des journalistes : « Je ne rêve pas de battre Poutine. À quoi ça servirait? ».
À l'issue des élections, il est en quatrième et dernière position avec 3,2 % des voix.